# Yoshinori Ishigami
Yoshinori Ishigami (石神 良訓, Ishigami Yoshinori, Shizuoka, 4 november 1957) is een Japans voormalig voetballer die als verdediger speelde.

## Clubcarrière
In 1973 ging Ishigami naar de Shizuoka Technical High School, waar hij in het schoolteam voetbalde. Nadat hij in 1976 afstudeerde, ging Ishigami spelen voor Yamaha Motors. Ishigami veroverde er in 1982 de Beker van de keizer. Met deze club werd hij in 1987/88 kampioen van Japan. Ishigami beëindigde zijn spelersloopbaan in 1990.

## Japans voetbalelftal
Yoshinori Ishigami debuteerde in 1984 in het Japans nationaal elftal en speelde 12 interlands.

## Statistieken
| Japans voetbalelftal | Japans voetbalelftal | Japans voetbalelftal |
| Jaar                 | Wed.                 | Dlp.                 |
| -------------------- | -------------------- | -------------------- |
| 1984                 | 1                    | 0                    |
| 1985                 | 8                    | 0                    |
| 1986                 | 3                    | 0                    |
| Totaal               | 12                   | 0                    |